# Воронин, Вячеслав Николаевич
Вячесла́в Никола́евич Воро́нин (род. 5 апреля 1974, Орджоникидзе) — российский прыгун в высоту. Чемпион мира (1999), чемпион Европы в помещении (2000), чемпион (1999, 2005) и рекордсмен России (2000). Заслуженный мастер спорта России.

## Биография
Тренировался у Евгения Петровича Загорулько, затем — под руководством Александра Сергеевича Бурта.
Участник трёх Олимпиад (2000, 2004, 2008). Двукратный чемпион России в помещении (1998, 2001).
Жена — Настя, есть дочь.

## Достижения
| Год  | Соревнование                 | Место проведения  | Результат |
| ---- | ---------------------------- | ----------------- | --------- |
| 1998 | Чемпионат Европы в помещении | Валенсия, Испания | 2         |
| 1999 | Чемпионат мира в помещении   | Маэбаси, Япония   | 2         |
| 1999 | Чемпионат мира               | Севилья, Испания  | 1         |
| 2000 | Чемпионат Европы в помещении | Гент, Бельгия     | 1         |
| 2000 | Олимпийские игры             | Сидней, Австралия | 10        |
| 2001 | Чемпионат мира               | Эдмонтон, Канада  | 2         |
| 2004 | Олимпийские игры             | Афины, Греция     | 9         |
| 2008 | Олимпийские игры             | Пекин, Китай      | 14        |